# Бертран, Леон
Леон Бертран (фр. Léon Bertrand, полное имя  Léon-Louis-Théophile Bertrand; 1869—1947) — французский геолог.
Занимался геологическими исследованиями Пиренеев, в частности, по стратиграфии и тектонике.

## Биография

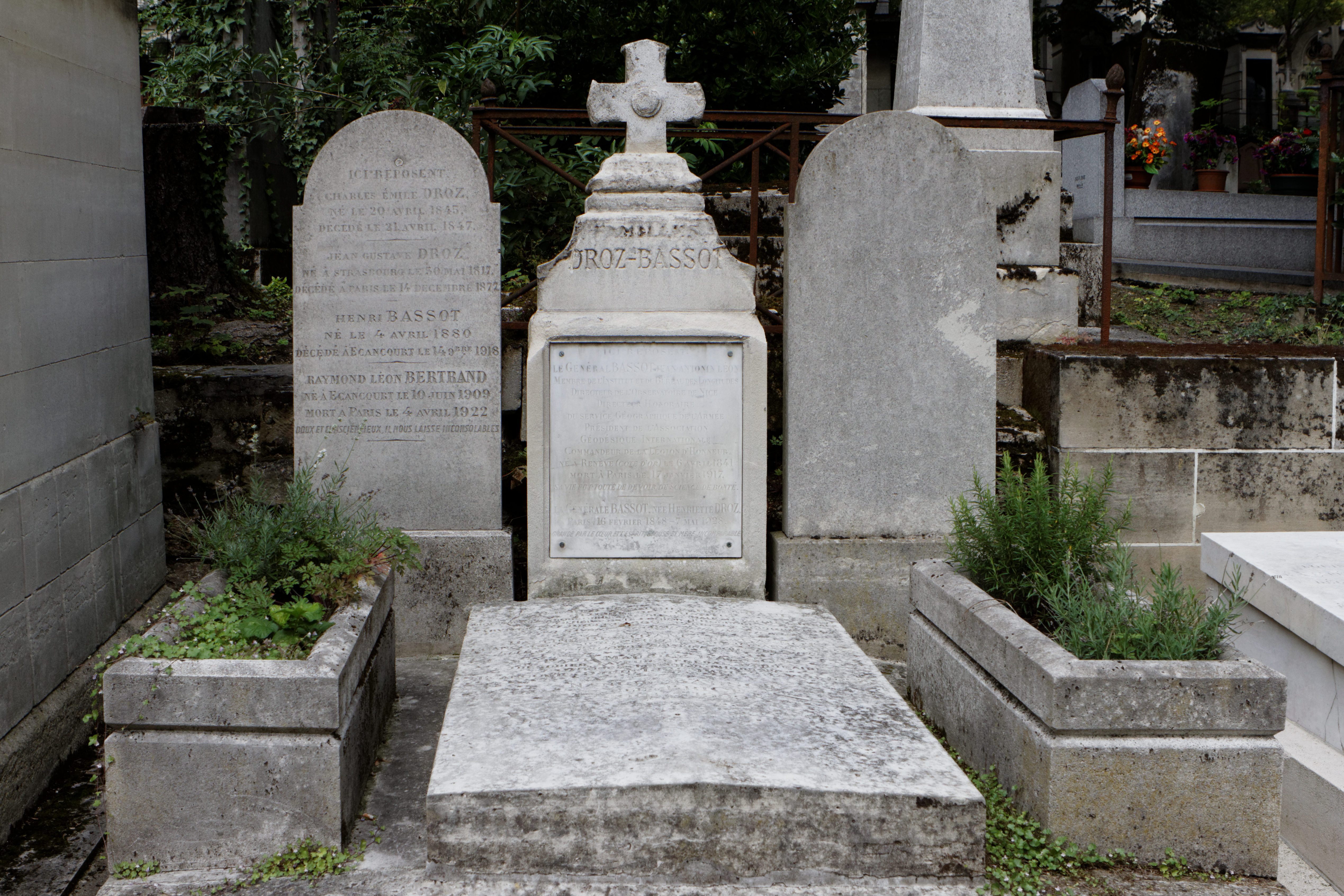
Могила на кладбище Пер-Лашез

Родился 30 июля 1869 года в городе Arville французского департамента Сена и Марна.
В 1896 году выполнил научную дипломную работу по геологоразведке севера Приморских Альп (Étude géologique du Nord des Alpes-Maritimes). Позже стал профессором геологии в Университете Тулузы. 
В 1904 году Бертран стал директором геологической лаборатории Высшей нормальной школы в Париже. В 1908 году он опубликовал свой труд об стратиграфическом и тектоническом исследовании восточной и центральной части Пиренеев. После Первой мировой войны вернулся к геологии юго-восточной Франции.
Учёный был причастен к открытию месторождения природного в Сен-Марсе департамента Верхняя Гаронна: он провёл в 1921 году геологические исследования к северу от Сен-Годенса  в этом же департаменте; само месторождение было открыто в 1937 году после того, как управление Office national des Combustibles liquides распорядилось провести повторное обследование этих мест.
В 1945 году Леон Бертран был избран членом Французской академии наук. Был кавалером ордена Почётного легиона.
Умер 24 февраля 1947 года в Париже. Похоронен на кладбище Пер-Лашез (участок 34).
В числе ряда наград был удостоен премии Джозефа Прествича.